# 大村市立大村小学校
大村市立大村小学校（おおむらしりつ おおむらしょうがっこう、英：Omura City Omura Elementary School）は、長崎県大村市玖島一丁目にある公立小学校。

## 概要
歴史
1872年（明治5年）の学制発布により、1873年（明治6年）に大村藩の藩校「五教館」の校舎の一部を使用し、「玖島小学校」として開校。数回の改称を経て、戦後の1947年（昭和22年）4月の学制改革の際に現校名となった。
校地には五教館の御成門（ごせいもん、通称：黒門）が保存されている。
校訓
「夢・元気・輝き」
校章
校歌
1929年（昭和4年）2月20日に制定。作詞は高見未一、作曲は伊藤英一による。3番まであり、校名は歌詞に登場しない。

## 沿革
- 1873年（明治6年）
  - 4月15日 - 玖島[1]小学校が創立。

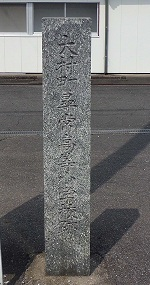
大村町尋常高等小学校跡（現・大村建設技術専門学校）

  - 7月 - 大村藩藩校「五教館」跡の校舎一部を使用し、「第五大学区第三中学区玖島小学校」が開校。
    - 児童数は男子120名、女子60名の計180名。
- 1874年（明治7年） - 裏町に琴浦小学校が開校。間もなく玖島小学校に統合。
- 1882年（明治15年） - 「玖島学区公立中等玖島小学校」に改称。
- 1884年（明治17年）- 「大村学区公立中等大村小学校」（男児校）と「大村学区公立中等大村女児小学校[2]」の2校に分離。
- 1886年（明治19年）9月 - 小学校令の施行により、男児校と女児校が統合され、「尋常大村小学校」に改称。大村（村）と大村町の組合で運営を行う。
  - またこれとは別に「第十一高等小学校[3]」が設置される。
- 1887年（明治20年）3月 - 尋常池田小学校を統合し、池田分舎とする。
- 1889年（明治22年）9月 - 池田分舎が分離し、尋常池田小学校として独立。
- 1892年（明治25年）
  - 7月 - 小学校令の改正により、「大村尋常小学校」に改称。
  - 10月 - 第十一高等小学校が廃止され、「大村町四ヶ村[4]組合立大村高等小学校」が設置される。
- 1899年（明治32年）3月31日 - 大村高等小学校の運営（組合）から三浦・鈴田の2村が脱退し、「大村町二ヶ村組合立大村高等小学校」となる。
- 1900年（明治33年）3月31日 - 大村高等小学校の運営（組合）から西大村が脱退し、「大村町大村組合立大村高等小学校」となる。
- 1904年（明治37年）4月1日 - 大村町と大村の組合が解消されたことにより、それぞれに尋常高等小学校が設置されることとなる。
  - 大村（村）には「大村尋常高等小学校」が設置される（尋常科4年・高等科4年）。校長には永田栄次郎が就任。旧・大村尋常小学校の校舎を使用。
  - 大村町には「大村町尋常高等小学校」が設置される（尋常科4年・高等科4年）。校長には一瀬前義が就任。旧・大村高等小学校の校舎を使用。
- 1909年（明治41年）4月 - 小学校令の一部改正により、義務教育期間が尋常科4年から尋常科6年に延長される。
  - これに伴い、修業年限が尋常科4年・高等科4年から尋常科6年・高等科2年に改められる。
- 1923年（大正12年）4月 - 長崎県師範学校[5]男子部が長崎から大村に移転してきたため、大村町尋常高等小学校を附属小学校とする。
  - これにより、大村町尋常高等小学校は発展的に廃止された。
- 1925年（大正14年）
  - 4月 - 大村（村）と大村町が合併し新「大村町」が発足したため、大村尋常高等小学校は大村町立の小学校となる。
  - 12月 - 長崎県師範学校の代用附属小学校となる。
- 1933年（昭和8年）4月 -「大村尋常小学校」と「大村高等小学校」に分離。
- 1934年（昭和9年）4月 - 長崎県師範学校男子部と女子部の校地交換[6]に伴い、長崎県師範学校女子部（後に長崎県女子師範学校）[5]の代用附属小学校となる。
- 1941年（昭和16年）
  - 4月1日 - 国民学校令により、「大村町大村国民学校」に改称。尋常小学校を初等科、高等小学校を高等科とする。
  - 5月 - 「大村町第一国民学校」[7]に改称。
- 1942年（昭和17年）
  - 2月 - 市制施行により、「大村市第一国民学校」に改称。
  - 4月1日 - 分離していた高等科の校舎を尋常科の校舎に統合する。
- 1943年（昭和18年）
  - 3月 - 長崎県女子師範学校[5]の国立移管に伴い、附属国民学校（小学校）の代用が解除される。
  - 4月 - 「大村市大村国民学校」に改称。
- 1944年（昭和19年）4月 - 三城国民学校（現・大村市立三城小学校）の開校に伴い、学区を変更[8]。
- 1946年（昭和21年）4月 - 大多武[9]分教場を設置。
- 1947年（昭和22年）4月1日 - 学制改革（六・三制の実施）が行われる。
  - 旧・国民学校の初等科が改組され、「大村市立大村小学校」（現校名）が発足。大多武分教場を大多武分校とする。
  - 旧・国民学校の高等科と大村高等実業青年学校の普通科が改組され、大村市立大村中学校[10]（新制中学校）が発足。小学校に隣接する青年学校の校舎に併設される。
- 1949年（昭和24年）4月 - 学区変更により、武部・田の平・桜ヶ丘・水計・荒平地区を三城小学校に編入。
- 1954年（昭和29年）4月 - 長崎大学学芸学部[5]の長崎市移転に伴い、大村市下久原にあった附属小学校と合併。
- 1955年（昭和30年）9月 - 完全給食を開始。
- 1958年（昭和33年）4月 - 国立大村病院（現・国立病院機構長崎医療センター）小児医療センター内に虚弱児を対象とした養護学級（現・長崎県立大村特別支援学校）が設置。
- 1959年（昭和34年）
  - 3月 - 鉄筋2階建て新校舎が完成。
  - 4月 - 大多武分校が分離し、大村市立東大村小学校として独立。
- 1960年（昭和35年）4月 - 大村市立西大村小学校より、箕島[11]分校が移管される。
- 1962年（昭和37年）4月 - 養護学級（現・特別支援学級）が設置。
- 1965年（昭和40年）
  - 2月 - 本館が完成。
  - 4月 - プールが完成。
- 1971年（昭和46年）9月 - テレビスタジオが完成。
- 1972年（昭和47年）3月 - 体育館が完成。長崎空港建設のため、箕島分校が廃止。
- 1973年（昭和48年） - 創立100周年を迎える。
- 1974年（昭和49年）5月 - 言語障害児学級を開設。
- 1976年（昭和51年）12月 - 米飯給食を開始。
- 1977年（昭和52年）5月 - 情緒障害児学級を開設。
- 1980年（昭和55年）4月 - 児童数が最大の1,324名となる。
- 1981年（昭和56年）4月 - 児童数増加により、大村市立旭が丘小学校が新設・分離。
- 1985年（昭和60年）2月 - 卒業記念の一環として体育館専用放送施設を設置。
- 1988年（昭和63年）3月 - 二宮金次郎銅像を再建。
- 1998年（平成10年）1月 - パソコン室を設置。
- 1999年（平成11年）11月 - 中庭に芝生広場が完成。
- 2010年（平成22年）8月 - 太陽光パネルを設置。
- 2012年（平成24年）4月 - 肢体不自由特別支援学級「おひさま学級」を開設。
- 2013年（平成25年）8月 - 大村市内の学校給食共同調理場が統合され、大村市小学校給食センターが新設される。
  - これにより、市立小学校すべての給食が1ヶ所で調理されることとなった。

## アクセス
最寄りの鉄道駅
- JR九州大村駅

最寄りのバス停
- 県営バス 大村市内線（大村）市役所前バス停

最寄りの国道・県道
- 国道34号

## 周辺
- 大村市役所
- 大村玖島郵便局
- 大村公園・玖島城跡
- 長崎県教育センター
- 大村市立大村幼稚園
- 大村市立玖島中学校
- 長崎県立大村高等学校
- 長崎県立大村城南高等学校（旧・長崎県立大村園芸高等学校）
- 大村市学校給食会
- 大村警察署玖島交番

## 同名の小学校
- 雫石町立大村小学校 （岩手県 雫石町）
- 筑西市立大村小学校 （茨城県 筑西市）
- 豊橋市立大村小学校 （愛知県 豊橋市）
- 豊前市立大村小学校 （福岡県 豊前市）

## 関連事項
- 長崎県小学校一覧